# Omatoplea rosea
Omatoplea rosea är en djurart som tillhör fylumet slemmaskar, och. Omatoplea rosea ingår i släktet Omatoplea, fylumet slemmaskar och riket djur. Inga underarter finns listade i Catalogue of Life.